# Mittelbettverfahren
Die Mittelbettverlegung ist eine spezifische Klebetechnik, vorwiegend für Bodenflächen im Naturwerksteinbereich. Die Mörtelschichtdicke beträgt hierbei zwischen 5 und 20 mm.
Keramische Fliesen und Platten werden dagegen vorwiegend im Dünn- oder Dickbettverfahren verlegt. Besonders große oder auf der Rückseite stark profilierte Fliesen können im Mittelbettverfahren verlegt werden.

## Verlegemörtel
Mörtelmischungen basieren meist auf Weißzement und sind in normal erhärtender und schnell erhärtender Varianten erhältlich. Mittelbettkleber werden nach den Qualitätsmerkmalen eines Dünnbettmörtels hergestellt und geprüft und für Mörtelschichtdicken bis 15 mm konzipiert.

## Verlegung
Natursteinplatten besitzen häufiger eine unterschiedliche Dicke, wodurch ein stärkeres Mörtelbett die Arbeiten erleichtert. Leichte Unebenheiten werden ausgeglichen und die Platten werden sicher verlegt. Dies geschieht häufig im Buttering-Floating-Verfahren, bei dem Untergrund und Fliesen mit dem Mörtel bestrichen werden.